# Sassofortino
Sassofortino est une frazione située sur la commune de Roccastrada, province de Grosseto, en Toscane, Italie. Au moment du recensement de 2011 sa population était de 748 habitants.

## Géographie
Sassofortino est un village médiéval situé sur le mont Sassoforte (dont le sommet culmine à 800 m) à l'ouest de Roccastrada, près de Roccatederighi, à environ 30 km de la ville de Grosseto.

## Monuments
- Église San Michele Arcangelo, datant du XIVe siècle, reconstruite en 1897.
- Château de Sassoforte (ruines).